# Зайцев, Александр Геннадиевич
Алекса́ндр Генна́дьевич За́йцев (род. 16 июня 1952, Ленинград) — советский фигурист, Заслуженный мастер спорта СССР (1973), двукратный олимпийский чемпион по фигурному катанию на коньках в парном разряде (1976, 1980), шестикратный чемпион мира (1973—1978), семикратный чемпион Европы (1973—1978, 1980). Выступал за Центральный спортивный клуб Армии в паре с Ириной Родниной. Состоял в КПСС с 1976 г.

## Биография
Александру было 5 лет, когда он начал кататься на коньках в парке ЦПКиО, затем во дворе его дома залили каток и начали тренировать Анатолий Никитич Давыденко с женой Валентиной Алексеевной, открыв при жилконторе секцию фигурного катания, затем на стадионе при ламповом заводе «Светлана». Затем Давиденко предложил Александру заняться парным катанием в спортивной школе при вновь построенном Дворце спорта «Юбилейный». Первой партнёршей стала Галина Блаженова (ныне Кашина), которая позднее предпочла спорту учёбу, затем дочь Давиденко — Ольга. Александр учился в институте физической культуры имени П. Ф. Лесгафта, затем перешёл в Москву, в ГЦОЛИФК. Пара Ольга Давиденко и Александр Зайцев заняла 9-е место на Кубке СССР 1971, впервые в истории фигурного катания исполнив тройную подкрутку.

## Спортивная карьера
С апреля 1972 года тренер С. А. Жук предложил Зайцеву встать в пару с Ириной Родниной. В сентябре 1972 года на показательных выступлениях в Запорожье впервые выступает новая пара И. Роднина — А. Зайцев.
Зайцев, обладавший хорошей техникой прыжков, очень быстро освоил все сложные элементы. Пара даже пыталась тренировать тройной сальхов. Взаимопонимание, согласованность в новой паре было заметно выше, чем в предыдущей, что сразу отметили судьи — на чемпионате Европы 1973 года в Кёльне, Роднина — Зайцев обыграли Смирнову — Уланова единогласным мнением всех 9 судей и произвели фурор. В короткой программе, где судьи отмечают каждую погрешность, пара получила восемь оценок 5,9 и три 6,0 (причём один судья дал обе оценки 6,0 и за элементы и за представление). Произвольную программу пара откатала на высочайшей скорости, при почти абсолютной синхронности и без ошибок. Были исполнены элементы, которые опередили по сложности обычные элементы того периода: двойной аксель, комбинация их трех прыжков вполоборота с двойным тулупом, поддержка лассо со спуском переворотом, подкрутка в два с половиной оборота аксель, поддержка лассо с хода назад обоими партнёрами («заднее» лассо), комбинация из двух акселей в полтора оборота с вращением в воздухе в разные стороны, причём второй аксель был приземлён на левую ногу («одноногий аксель»), что позволило без шагов сразу сделать двойной сальхов. Судьи были настолько потрясены выступлением, что один из них поставил обе оценки 5,9, четверо дали 5,9 и 6,0, а ещё четверо судей даже обе оценки 6,0 (за технику и за артистизм). Таким образом пара получила рекордные в парном катании 12 оценок 6,0 из 18 возможных.
На чемпионате мира 1973 года в Братиславе (ЧССР) происходит инцидент, вошедший в историю фигурного катания. Произошло замыкание в радиорубке, отключилось звуковое сопровождение во время произвольной программы Родниной — Зайцева (впоследствии выяснилось, что замыкание было преднамеренно организовано чешским сотрудником, пытавшимся таким образом отомстить СССР за подавление Пражской весны в 1968 году). Тренер С. А. Жук из-за бортика дал указание продолжать программу, и пара откаталась без музыки под аплодисменты зала. Рефери Карл Эндерлин, отметив «волю к победе» у пары, тем не менее, дал указание снизить оценки в связи с катанием без музыки (исполнять программу в конце соревнований пара отказалась), из-за чего ни одной оценки 6,0 выставлено не было.
На чемпионате мира 5 марта 1974 года в темповой короткой программе на музыку Яна Френкеля «Погоня», Ирина допустила ошибку. В произвольной программе вновь последовало не совсем уверенное выступление. Зал разочарованно встретил оценки, однако повышенный по сложности набор элементов вновь позволил получить в произвольной программе 17 оценок 5,9, а советский судья Валентин Писеев поставил 6,0.
В 1974 году окончил Государственный центральный институт физической культуры (ГЦОЛИФК).
К 1974 года отношения пары и тренера Жука осложнились, фигуристы с октября 1974 года по своей инициативе переходят к молодому тренеру — Т. А. Тарасовой, которая относилась к ученикам на равных, скорее как партнёр в общем деле. Кроме того, Тарасова постаралась привнести в катание больше художественной выразительности, уже в первом сезоне 1974/75 поставив короткую программу на музыку Алексея Мажукова.
На чемпионате мира 1975 года на разминке перед произвольной программой Роднина столкнулась с У. Кагельманном. Пара решила отказаться от одной поддержки, тем не менее, судьи вновь единогласно отдали паре 1-е место, с оценками до 6,0.
Широко отмечалась свадьба Родниной и Зайцева (1975), съемки демонстрировало в сюжете о паре ТВ США.
Перед Олимпиадой-76 в Инсбруке А. Зайцев «перетренировался», сказалось также волнение, и после чисто исполненной короткой программы в произвольной были допущены несколько ошибок (в том числе Зайцев коснулся рукой при приземлении с двойного акселя), однако отлично была выполнена подкрутка тройной флип. Все судьи дали первые места, 10 оценок 5,9 и 8 — 5,8 (некоторые зрители освистали оценки). Обе программы были поставлены на цыганские и молдавские мелодии. На Чемпионате мира 1977 года чисто исполнены короткая (поставлена на музыку Василия Соловьева-Седого к кинофильму «Первая перчатка») и произвольная программа. Советский судья Валентин Писеев единственный дал оценку 6,0, после чего рефери С. Бьянкетти инициировала отстранение всех советских судей на сезон 1977/78.
В произвольную программу 1977/1978 Тарасова включила две поддержки со сменой руки, прыжок баттерфляй, исполняемый партнёрами держась за руки, спуск переворотом с поддержки, другие оригинальные элементы. Сезон 1978/1979 годов пара пропустила из-за рождения 23 февраля 1979 года сына Александра. Пропущенный Чемпионат мира 1979 года с преимуществом в 2 голоса выиграли Бабилония — Гарднер (США), после чего в сезоне 1979/80 американцы устроили кампанию давления на Роднину — Зайцева, обвиняя их в запрещённых элементах. Спор вызвала поддержка на уровне бедра, где партнёр удерживает партнёршу за ногу (а не за бедро, талию или руку), однако данная поддержка не входила в число обязательных элементов, поэтому судьи не сочли её запрещенной и не снизили оценки ни на Чемпионате Европы, ни на Олимпиаде 1980.
На Олимпиаде 1980 года в Лейк-Плэсиде, 15 февраля в короткой программе на музыку Н.Римского-Корсакова в современной обработке, абсолютно чисто были исполнены все 7 обязательных элементов, включая прыжок двойной флип, поддержку за бедро, парное и параллельное вращения (синхронно и на высокой скорости), дорожку шагов. Исключительно амплитудно исполнен тодес, с размахом, хорошим натяжением, в низкой позиции. Все судьи дали первые места, выставив оценки 5,8-5,9, кроме американца (5,7/5,7).
17 февраля в произвольной программе на музыку Г.Свиридова и А.Пахмутовой решающее значение имело чистое исполнение прыжка двойной аксель и тройной подкрутки — это были самые сложные обязательные элементы среди всех участников. Были выполнены восемь поддержек, в том числе четыре разных поддержки над головой: жим и три лассо (зубцовое, степ-ин и аксель), тодес и два каскада прыжков. Пара вновь получила все девять первых мест у судей с оценками 5,8-5,9.
После ухода в 1980 году из большого спорта Александр Зайцев некоторое время работал в Спорткомитете, а затем перешёл на тренерскую работу, сначала с Москве, после - в Австралии, Италии, Англии, Австрии, Турции, США (с Фрэнком Кэроллом), через некоторое время вернулся в Россию. Помогал работать с парами Наталье Павловой, затем перешёл в училище Олимпийского резерва № 4 им. А. Я. Гомельского. Тренировал Амину Атаханову — Илью Спиридонова, Алису Ефимову – Александра Коровина и другие пары.
За выдающиеся достижения в спорте награждён орденом Трудового Красного Знамени (09.04.1980).
В июле 2023 года золотая медаль спортсмена, полученная на Зимних Олимпийских играх 1980 года, была продана на аукционе в США за 93,75 тысячи долларов.

## Семья
- В 1975 году Александр Зайцев и Ирина Роднина поженились. В браке 23 февраля 1979 года родился сын Александр, в настоящее время — художник-керамист. В 1985 году супруги развелись.[источник не указан 263 дня]
- Вторая жена — фигуристка Галина Карелина (Мотовилова)[15].